# Lâm bô

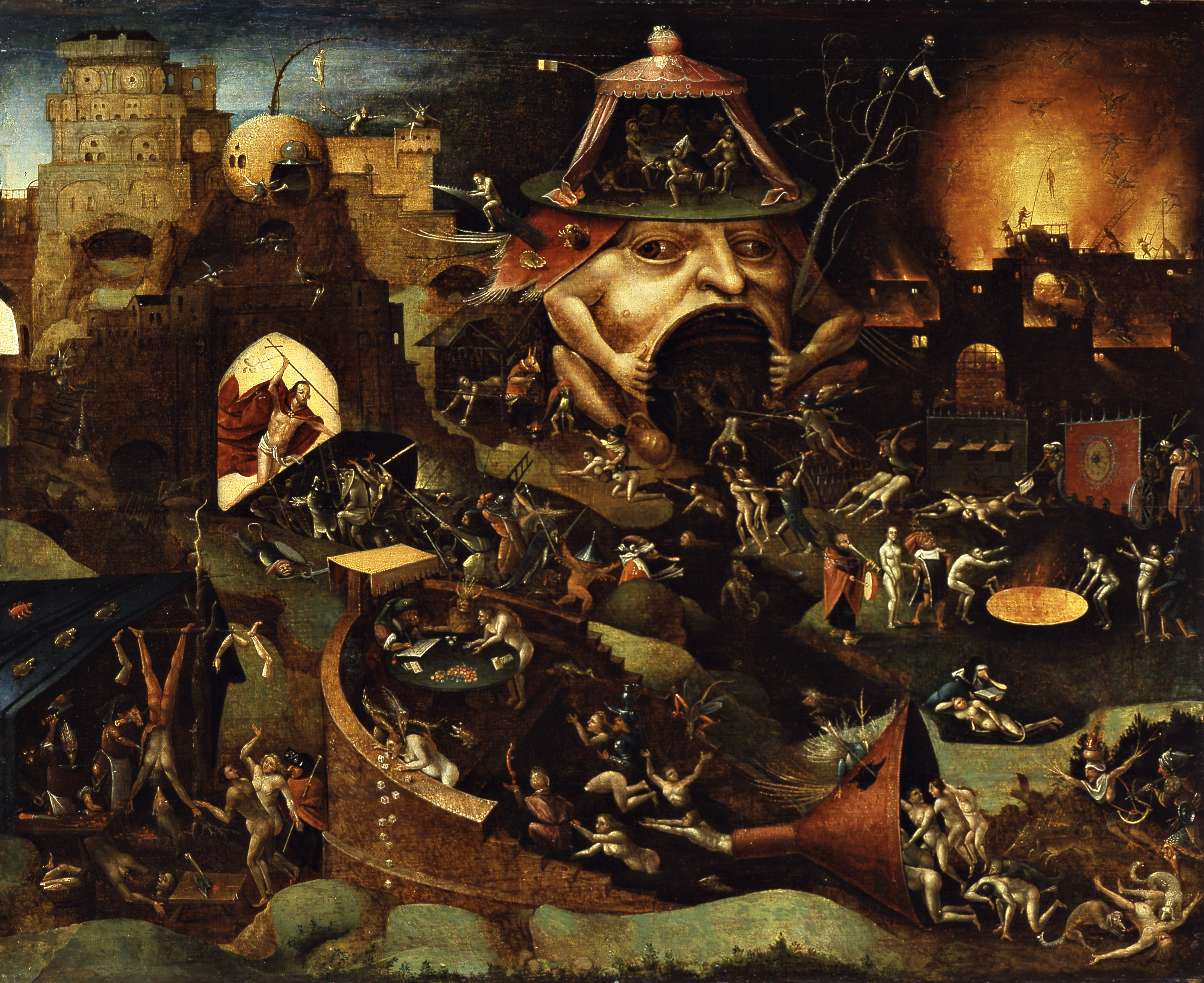
Christ ở trong Limbo (c.1575) tranh vẽ của Hieronymous Bosch

Limbo hay còn gọi là Cõi Vô Định, hay Cõi Mộng, đây là một thế giới ma quái được tạo ra từ những cơn ác mộng của người trong nửa tỉnh nửa mơ. Hiểu một cách đơn giản nhất đây là ranh giới âm dương giữa sống và chết, giữa tỉnh và mê, nó là một chiều không gian do chính tâm thức của một, hoặc nhiều người tạo ra bắt nguồn từ ảo ảnh mộng mị từ tâm trí của họ, nguồn gốc của mọi thiên đàng địa ngục trên thế giới, nơi tồn tại giữa hiện thức và hư vô.
Theo nhiều tín ngưỡng còn được gọi là "ranh giới địa ngục" (Địa Ngục Biên Cảnh) nơi tạo ra cho kẻ rơi vào đó một vòng lặp vô tận và cơn ác mộng không hồi kết, bọn họ đã chết nhưng không biết mình đã chết cứ lặp đi lặp lại những việc khi còn sống. Khái niệm này xuất hiện trong thần học của Giáo hội Công giáo (Latin limbus, đề cập đến một khái niệm trên bờ vực gần kề với địa ngục) (tiếng Việt: lâm bô) là một ý tưởng sơ khai về tình trạng thế giới bên kia của những người chết, hay chỉ về một chốn lao tù, nơi mà mọi thứ đang ở vào một tình trạng nào đó dang dở, trạng thái lấp lửng, bị lãng quên. Limbo không phải là một học thuyết chính thống của Giáo hội Công giáo hay các giáo phái của Kitô giáo. Các nhà thần học thời trung cổ ở Tây Âu mô tả về nó như thế giới ngầm ("hell", "hades", "infernum") và chia chúng ra thành 4 phần: Hell of the Damned (còn gọi là Hỏa ngục), Purgatory (Luyện ngục), Limbo của tổ tiên, và Limbo của trẻ con. Tuy nhiên, khái niệm này có vẻ có nguồn gốc từ tín ngưỡng La Mã cổ đại ảnh hưởng tới Công Giáo La Mã thay vì có nguồn gốc từ Kinh Thánh hay Thiên Chúa Giáo khi Thiên Chúa Giáo chỉ nhắc đến khái niệm Thiên Đàng và Địa Ngục.

## Lịch sử hình thành
Theo truyền thống của Giáo hội Công giáo Rôma từ xa xưa. Người ta tin rằng, có một tình trạng hay nơi chốn dành cho những linh hồn. Đó là những người mà, trước khi chết họ chưa được lãnh nhận Bí Tích Rửa Tội. Tức là chưa được lãnh nhận ơn cứu độ của Chúa Giêsu qua Phép Rửa Tội, để được giải thoát khỏi tội nguyên tổ của thủy tổ đầu tiên là ông Adam và bà Eva (Tội ăn trái cấm chống lại Thiên Chúa, bị phạt và bị đuổi ra khỏi vườn địa đàng...). Vì theo lời Thánh Kinh, Chúa Giêsu đã nói với ông Nicôđêmô rằng "... ai không được sinh ra bởi nước và Thánh Thần, thì không thể vào được nước Thiên Chúa" (Đoạn trích trong sách thánh Gioan đoạn 3 câu 5. Hơn thế nữa, truyền thống này cũng dạy rằng. Khi thiếu vắng Bí Tích Rửa tội, thì linh hồn ấy chưa được nâng lên đến đời sống siêu nhiên (supernatural life), cũng như chưa có mối tương quan trọn vẹn với Thiên Chúa (perfect relationship)
Theo Công Đồng Trentô thì thành phần của những người (hay linh hồn) ở trong tình trạng lâm bô bao gồm:
- Những người thuộc thời Cựu Ước, nghĩa là những người ở vào thời trước khi Chúa Giêsu chịu chết và cứu độ thế giới. Họ không có diễm phúc lãnh nhận được ơn cứu độ của Chúa Giêsu để giải thoát họ khỏi tội nguyên tổ.
- Những trẻ em, mà vì những lý do khác nhau, phải lìa đời khi chưa được lãnh nhận Bí Tích Rửa Tội. (thường là do sẩy thai, hoặc bị phá thai...)

Ngoài ra, nếu cứ theo nguyên tắc đã nêu trên, thì tất cả những ai khi chết, mà chưa được lãnh Bí Tích Rửa Tội, thì cũng phải đi vào nơi chưa có sự giải thoát. Riêng với các trẻ thơ, thì Lâm bô được hiểu là nơi không có đau đớn, vì các trẻ chỉ mang tội Nguyên tổ mà không mắc tội lỗi do cá nhân gây ra.
Theo Thánh Tiến sĩ Thomas, thì các trẻ thơ vẫn hân hoan vì được chia sẻ sự tốt lành của Thiên Chúa, cách tự nhiên. Còn theo ông thánh Bernard, thì các linh hồn trẻ thơ, vẫn khao khát hướng đến hạnh phúc trọn vẹn, nhờ sự khao khát của cha mẹ thì các em có thể đạt đến hanh phúc.

## Văn hóa đại chúng
- Một trong những Giải Nobel Văn học được trao cho Seamus Heaney với tác phẩm mang tựa đề Limbo.
- Trong loạt phim Artemis Fowl, "Limbo" là một cỗ máy phi thời gian, nơi tồn tại một ác quỷ.
- Trong bộ phim Inception, Limbo chỉ một mức độ sâu của tiềm thức con người, cụ thể là các giấc mơ sâu, nhiều tầng, vượt xa sự thức tỉnh, nơi mà cuộc sống trong mơ được tái hiện như cuộc sống thực và người ta dần bị lẫn lộn không phân biệt dược đâu là mơ và đâu là thực. Nơi mà các nhân vật bị mắc kẹt tại đó vô thời hạn.
- Trong tập cuối của loạt phim truyền hình về du hành thời gian của BBC Ashes to Ashes (Phần 3, Tập 8), bộ phim tiết lộ rằng thế giới mà Alex Drake đã tĩnh dậy sau khi bị bắn, nơi mà Sam Tyler miêu tả và các nhân vật khác sống là một dạng của Limbo.
- Trong Marvel Comics, Limbo một phần tách biệt với thời gian, được thống trị bởi một phiên bản tương lại của Kang the Conqueror được gọi là Immortus.
- "In Limbo" là ca khúc thứ 11th trong album đầu tay của Genesis' có tên là "From Genesis to Revelation".
- Một tựa game giải đố được phát triển bởi studio Playdead có tựa đề là "LIMBO".